# Secuestrados (pel·lícula de 2010)
Secuestrados és una pel·lícula espanyola de terror i thriller psicològic dirigida per Miguel Ángel Vivas i protagonitzada per Fernando Cayo, Manuela Vellés i Ana Wagener amb guió de Javier García. És una pel·lícula coneguda particularment per estar rodada en 2 plans per seqüència.

## Sinopsi
Jaime (Fernando Cayo), Marta (Ana Wagener) i la seva filla Isa (Manuela Vellés) acaben de mudar-se a la seva nova casa, en una acomodada urbanització dels afores. Per a celebrar la seva primera nit en la seva nova casa que van comprar amb molt d'esforç, Marta va pensar a fer un sopar on estarien el seu espòs Jaime i la seva filla Isabel, però la seva filla ja tenia altres plans. En la nit, Jaime parla amb la seva esposa però tot canvia quan una banda de tres encaputxats irromp violentament amb la intenció de robar i sense importar-los l'horror que sembrin al seu pas...

## Repartiment
- Fernando Cayo com Jaime
- Manuela Vellés com Isa
- Ana Wagener com Marta
- Guillermo Barrientos com asaltant nou
- Dritan Biba com assaltant cap
- Martijn Kuiper com assaltant fort
- Xoel Yáñez com César
- Luís Iglesia com Javier
- Pepo Suevos com guarda de seguritat
- Eduardo Torroja com conductor
- César Díaz com encarregat

## Producció
Filmax va produir la pel·lícula en col·laboració amb Vaca Films i està dirigida per Miguel Ángel Vivas." El tema principal de la nostra pel·lícula és el terror, causat per la por i la violència", explica el duet de productors Borja Pena i Emma Luster. "Durant el rodatge, prestem especial atenció al realisme perquè l'espectador experimenti les mateixes emocions que els nostres protagonistes. El tema és força rellevant en la nostra societat." Blur Producciones va començar el rodatge el 22 de febrer de 2010 a Las Rozas. La pel·lícula és particularment coneguda per compondre només 12 preses llargues.

## Guardons i nominacions
Premis Mestre Mateo
| Any        | Categoria                     | Receptor           | Resultat |
| ---------- | ----------------------------- | ------------------ | -------- |
| 10a edició | Millor pel·lícula             | Miguel Ángel Vivas | Nominada |
| 10a edició | Millor música original        | Sergio Moure       | Nominada |
| 10a edició | Millor pentinat i maquillatge | Raquel Fidalgo     | Nominada |